# Donuca lanipes
Donuca lanipes là một loài bướm đêm trong họ Erebidae.